# Dziennik bez samogłosek
Dziennik bez samogłosek – szkice i zapiski autobiograficzne Aleksandra Wata wydane w Londynie w 1986.

## Tytuł
Tom został opracowany na podstawie rękopiśmiennych i maszynowych notatek zachowanych w pośmiertnym archiwum Wata. Teksty odcyfrowała i przepisała żona pisarza Ola Watowa. Część tekstów, które powstały w Paryżu i w Berkeley (1963–1964), zapisana została bez samogłosek, stąd tytuł całości. We wstępie wyjaśniała: Przepisując spuściznę pisarską mego męża, znalazłam ponad sto stronic pisanych jakby szyfrem – słowami pozbawionymi samogłosek. (…) I nagle zdałam sobie sprawę, że wszystkie te teksty mogłyby być pisane w ten sposób – słowami bez samogłosek. Samogłoska jest bowiem światłem, oddechem, życiem słowa, jego pulsowaniem. A zatem te strony, które  były wypełnione zbitkami spółgłosek, musiały świadczyć o cierpieniu. Chropowate, szorstkie, zmiażdżone słowa były i symbolicznym, i bardzo konkretnym wyrazem jego ówczesnego stanu.  

## Zawartość
Tom zawiera teksty powstałe w latach 1953–1967 i składa się z trzech części:
- Moralia (1953–1957)
- Dziennik bez samogłosek (1963–1965)
- Kartki na wietrze (1966–1967)

Do drugiej części zostały włączone fragmenty szkiców, które tematycznie i problemowo łączą się z notatkami opatrzonymi datami:
- Ewangelia także jako arcydzieło literatury
- O ciemnych poetach i ciemnych czytelnikach
- Dlaczego piszę wiersze
- Fragment o stosunkach pomiędzy czytelnikami i krytykami [bez tytułu].

Materiał wspomnieniowy ukazuje m.in. obraz środowiska literackiego i literatury lat pięćdziesiątych i sześćdziesiątych XX w., przywołuje twórców życia literackiego z okresu dwudziestolecia międzywojennego oraz mówi o tragicznych, wieloletnich zmaganiach pisarza z chorobą. Zawiera refleksje o własnym życiu, meandrach duchowej ewolucji, lekturach, spotkaniach, rozmowach, ludziach, z którymi się zetknął, pejzażach, nastrojach, snach i o samej poezji.

## Recenzje i omówienia
- Bieńkowski Zbigniew, Motyka i słońce, „Wokanda” 1991, nr 5, s. 12.
- Gondowicz Jan, W czterech ścianach bólu, „Nowe Książki” 1991, nr 5, s. 20–21.
- Pietrych Krystyna, Wyznanie dziwiącego się poety („Dziennik bez samogłosek” Aleksandra Wata) , „Powściągliwość i Praca” 1989, nr 9, s. 6.
- Sosnowska Danuta, Dziennik opętania, „Tygodnik Solidarność” 1991, nr 27, s. 16–17.
- Stęplewski Artur, Potomek żydowskich mistyków. O "Dzienniku bez samogłosek" Aleksandra Wata, „Poznańskie Studia Polonistyczne. Seria Literacka” 1996, t. 3, s. 173–180.
- Zagańczyk Marek, Myśleć ciałem, „Po prostu” 1991, nr 2, s. 9.